# Parabutlerita
La parabutlerita es un mineral de la clase de los minerales sulfatos. Fue descubierta en 1938 en la mina Alcaparrosa en la comuna de Calama de la provincia de El Loa, en la región de Antofagasta (Chile), siendo nombrada así por su relación con el mineral butlerita.

## Características químicas
Es un sulfato simple de hierro, hidroxilado e hidratado. Es dimorfo de la butlerita, con la misma fórmula química pero que cristaliza en sistema monoclínico mientras que la parabutlerita lo hace en sistema cristalino ortorrómbico.

## Formación y yacimientos
Es un mineral de aparición no común, que se forma en la zona de oxidación de las vetas con pirita como producto de la alteración del mineral copiapita, con el que presenta un pseudomorfismo.
Suele encontrarse asociado a otros minerales como: copiapita, cuprocopiapita, butlerita, jarosita, melanterita o fibroferrita.